# Joan de Canyamars
Joan de Canyamars (Canyamars, Dosrius, Maresme, 1432? - Barcelona, 1492) fou un pagès de remença, autor d'un regicidi frustrat contra Ferran el Catòlic; exaltat segons alguns historiadors o pertorbat mental segons d'altres.

## La situació històrica
Els reis Catòlics es trobaven a Barcelona amb els seus fills després de la conquesta de Granada, havien de negociar amb Carles VIII de França pel retorn del Rosselló i la Cerdanya a la corona Aragonesa-Castellana que en el Tractat de Baiona de 1462 havien estat cedides per Joan II d'Aragó a Lluís XI de França com a recompensa per la seva ajuda en la guerra civil catalana
El 1460 s'havia donat la guerra dels remences protagonitzada pels pagesos remences per a lluitar contra el sistema feudal que els sotmetia. Ferran II d'Aragó havia respost traient la sentència de Guadalupe el 1486 amb el que pretenia acabar amb la situació feudal en el camp, el pagesos catalans (ara ja ex-remençes gaudiren d'unes llibertats que a Espanya i a Europa no se'n gaudiria fins ben bé entre els segles xvii i xix).
D'altra banda el 1491 Joan de Canyamars heretà del seu pare els béns per tant fou considerat legalment responsable dels seus actes.

## El regicidi
El 7 de desembre de 1492 s'abalançà amb un coltell devers el coll del rei Ferran el Catòlic, que en aquell moment sortia, acompanyat de la reina Isabel i tot el seu seguici, de la capella de Santa Àgata de Barcelona, a l'actual Plaça del Rei. I l'hi clavà. "Oh, quina traïció!", digué el rei Ferran portant-se la mà a la ferida sangonosa, pres del dolor i l'astorament. Feren entrar el rei altra vegada cap a palau i li donaren una mica de vi per fer-lo tornar en si.

## Empresonament i interrogatori
El regicida fou pres immediatament i torturat. Algunes fonts diuen que confessà actuar inspirat pel diable i d'altres per l'Esperit Sant, i que en els seus plans figurava el proclamar-se rei. Tanmateix, segons l'arxiver Pere Miquel Carbonell, el reu digué "que ho havia fet per lo bé comú". Va ser perdonat pel rei en veure l'estat mental d'en Joan, però el consell reial el va culpar de "Lesa majestat" (crim major, és a dir, traïció).

## Motivació
Totes les històries que correren per l'època apunten cap a la bogeria d'una persona malalta.
Però ja en el segle xix i en el xx, veient els fets des d'una perspectiva històrica, el motiu que alguns autors consideren és més aviat com «un patriota que tingué la valentia de reclamar al monarca el dret mal adquirit, al mateix temps que, sentint-se interpret del voler popular, intentava matar-lo», segons Joan Amades.
Probablement en relació amb la guerra dels remences (amb el que podria haver-hi una conspiració mai provada per part d'algun antic senyor feudal), com explica Francesc d'Assís Ubach i Vinyeta.